# Kiyotsune

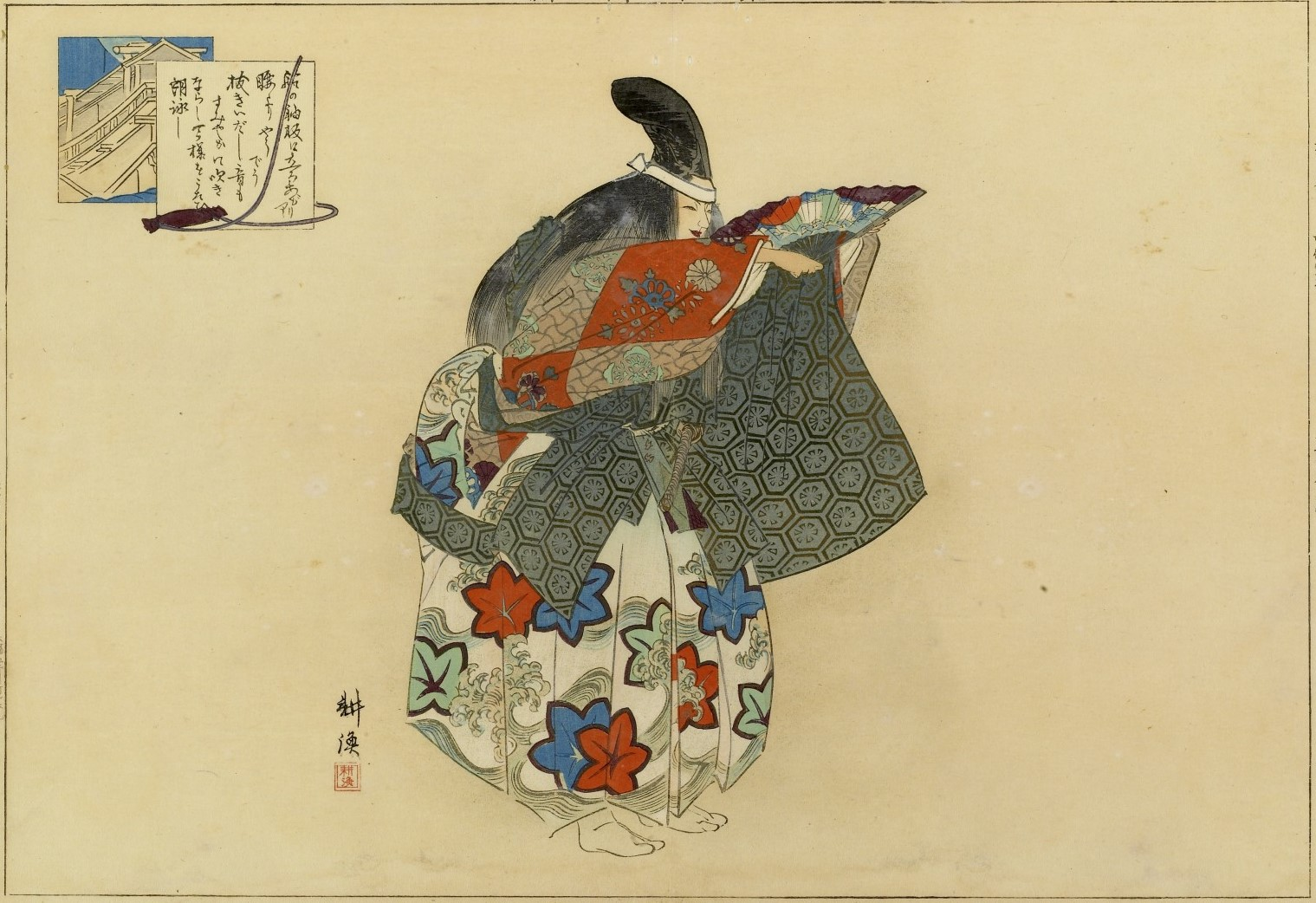
Szene aus Kiyotsune

Kiyotsune (japanisch 清経), der Name eines Helden, ist der Titel eines Nō-Dramas von Seami. Das Stück ist im Rahmen der Nō-Kategorie ein Zweitspiel.

## Vorbemerkung
Es treten folgende Personen auf:
- Waki: Awazu no Saburō (粟野三郎), kaiserlicher Bote
- Tsure: Gattin Kiyotsunes
- Shite: Geist des Kiyotsune

## Handlung
1. Vorspiel: Kiyotsunes Valsall, Awazu no Saburō, tritt auf, ist auf dem Wege Hauptstadt. Er möchte der Gattin Kiyotunes eine Haarlocke[A 3] überbringen. Namen-, Weg- und Ankunftsnennung. (Es fehlt in diesem Nō jene erste Hälfte, in der der Geist des Abgeschiedenen in unkenntlicher Gestalt auftritt.)
2. Gespräch zwischen dem Vasall und der Frau. Gespräch und Übergabe der Haarlocke. Chor. Unter dem Chorgesang geht der Vasall durch die Seitentür ab, oder er bleibt, je nach Nō-Schule, bis zum Ende des  Stückes still abseits.
3. Kiyotsune erscheint als Geist. „Ist es Traum, ist es Wirklichkeit?“ Wechselrede zwischen Gatte und Gattin. Chor.
4. Wechselrede zwischen Gattin und Chor. Die Vorwürfe der Gattin, dass Kiyotsune nicht an die Zukunft seines Geschlechts gedacht habe, sein Leben weggeworfen habe und seine nun Gattin lieblos leben muss, steigert die innere Handlung. Nun spricht Kiyotsune sein letztes irdisches Erleben aus: „Wie Reiherscharen auf grünen Föhren schien es, die weißen Banner der Feinde waren es, der zahllose Feins. Und nirgends mehr Rettung, der Taira-Klan zerschlagen und zerstoben. Wahrhaft der Gott in Usa (宇佐) hat wahrgesprochen! Da war nicht mehr Hoffnung auf der Welt. Ich suchte eine tiefe Stelle und wartete bis in die späte Nacht. Als wollte ich den Mond beschauen, erhob ich mich, stand vorn am Bug. Die Flöte nahm ich von der Hüfte, und reinen Klang ertönen lassend, sang ich Lieder und Balladen. Nein, dies Fahrt war nicht nach Tsukushi, all Menschenleben ist nur eine Fahrt, und ich stürzte in die Tiefe mich, so mögen andere denken, ich war von Sinnen: hier ist nur ein Weg, der gen Westen zum Reinen Land. Nimm mich auf oh Buddha! Komm mir entgegen! Führe mich dahin!“ Mit diesem letzten Schrei ging es vom Schiff in die Tiefe.
5. Die Gattin: „Vernehme ich es, verdunkelt sich das Herz in mir. Die Träne rinnt. Oh trauervolles Geschick!“ Kiyotsune: „Und jene Welt – nicht anders ist’s als hier, Pein wilder Krieger …“ Chor (Kiyotsune nach oben blickend): „Von oben Regen, spitze Pfeile, (nach unten blickend) unten der Boden blanke Schwerter, die Berge Eisenlanzen, die Wolken Kriegerwimpel! (das Schwert zückend) Schwert gegen Schwert … Die Saat von einst, in Westlands Vierlands kämpfen bringt solche Ernte, Kampf und Qual … ich scheide …“. Chor: „Doch Buddhas Namen rufend fand seine Seele Stille, fand Rettung, Buddha-Werdung.“